# Пенске (автогоночная команда)
Пенске́ Ре́йсинг (англ. Penske Racing) — автогоночная команда, выступающая в IndyCar Series и NASCAR. Ранее команда участвовала в других гоночных сериях, в том числе в Формуле-1. Penske Racing является подразделением компании Penske Corporation.
Собственник компании и председатель совета директоров — Роджер Пенске. Президент — Тим Синдрик.

## IndyCar
Роджер Пенске был связан с IndyCar Racing с 1968 года, выставив болид Eagle пилотом которого был Марк Донохью. Команда впервые соревновались в Индианаполисе в 1969 году, первый успех пришёл через три года, Марк Донохью в 1972 году выиграл гонку. В 1978 году Роджер Пенске вместе с Пэтом Патриком, Дэном Герни, и другими владельцами команд которая принимали участие в USAC, Champ Cars и IndyCars создают чемпионат Championship Auto Racing Teams (CART).
В настоящее время у команды Penske четыре болида:
• #12 Уилл Пауэр 

• #2 Джозеф Ньюгарден

• #3 Скотт Маклоглин 

• #22 Симон Пажно
Элио Кастроневес выиграл Indianapolis 500 четыре раза (2001, 2002, 2009 и 2021), а также другие CART и IRL гонки с командой Penske.
Сэм Хорниш-младший выиграл Индианаполис 500 в 2006 году и чемпионат IndyCar Series 2006.
Победы в гонке «500 миль Индианаполиса»:

1972 — Марк Донохью (McLaren/Offenhauser)

1979 — Рик Мирс (Penske/Cosworth)

1981 — Бобби Ансер (Penske/Cosworth)

1984 — Рик Мирс (March/Cosworth)

1985 — Дэнни Салливан (March/Cosworth)

1987 — Эл Ансер (March/Cosworth)

1988 — Рик Мирс (Penske/Ilmor-Chevrolet)

1991 — Рик Мирс (Penske/Ilmor-Chevrolet)

1993 — Эмерсон Фиттипальди (Penske/Ilmor-Chevrolet)

1994 — Эл Ансер мл. (Penske/Ilmor-Mercedes-Benz)

2001 — Элио Кастроневес (Dallara/Ilmor-Oldsmobile)

2002 — Элио Кастроневес (Dallara/Chevrolet)

2003 — Жиль де Ферран (G-Force/Toyota)

2006 — Сэм Хорниш-младший (Dallara/Ilmor-Honda)

2009 — Элио Кастроневес (Dallara/Ilmor-Honda)
2018 — Уилл Павер (Dallara/Chevrolet)

## NASCAR
Penske Racing дебютировала NASCAR в 1972 году на трассе Riverside International Raceway. Марк Донохью пилотировал заводской спонсорский красно-бело-синий American Motors Matador. Получивший прозвище «летающий кирпич» благодаря его квадратной аэродинамике. Донахью финишировал тридцать девятым из-за механических проблем. Несколько следующих лет команда проводила неполный сезон с различными гонщиками за рулем её автомобилей, в их число входили Донохью, Дэйв Марцис, Донни Эллисон, и Бобби Эллисон. Первый полный сезон команда провела с Бобби Эллисоном в 1976 году с новой, более аэродинамической машиной, четырежды попадала в очки. Роджер Пенске продал свои машины семье Эллиот в 1977 году и покинул NASCAR.
В 1991 году Penske Racing вернулись в NASCAR. В начале 2008 года выиграл гонку «500 миль Дайтоны» с Райаном Ньюманом.
В 2012 году Брэд Кезеловски стал чемпионом NASCAR Sprint Cup за рулем Dodge #2. В 2013 году Penske Racing сменила Dodge на Ford.

## Формула-1

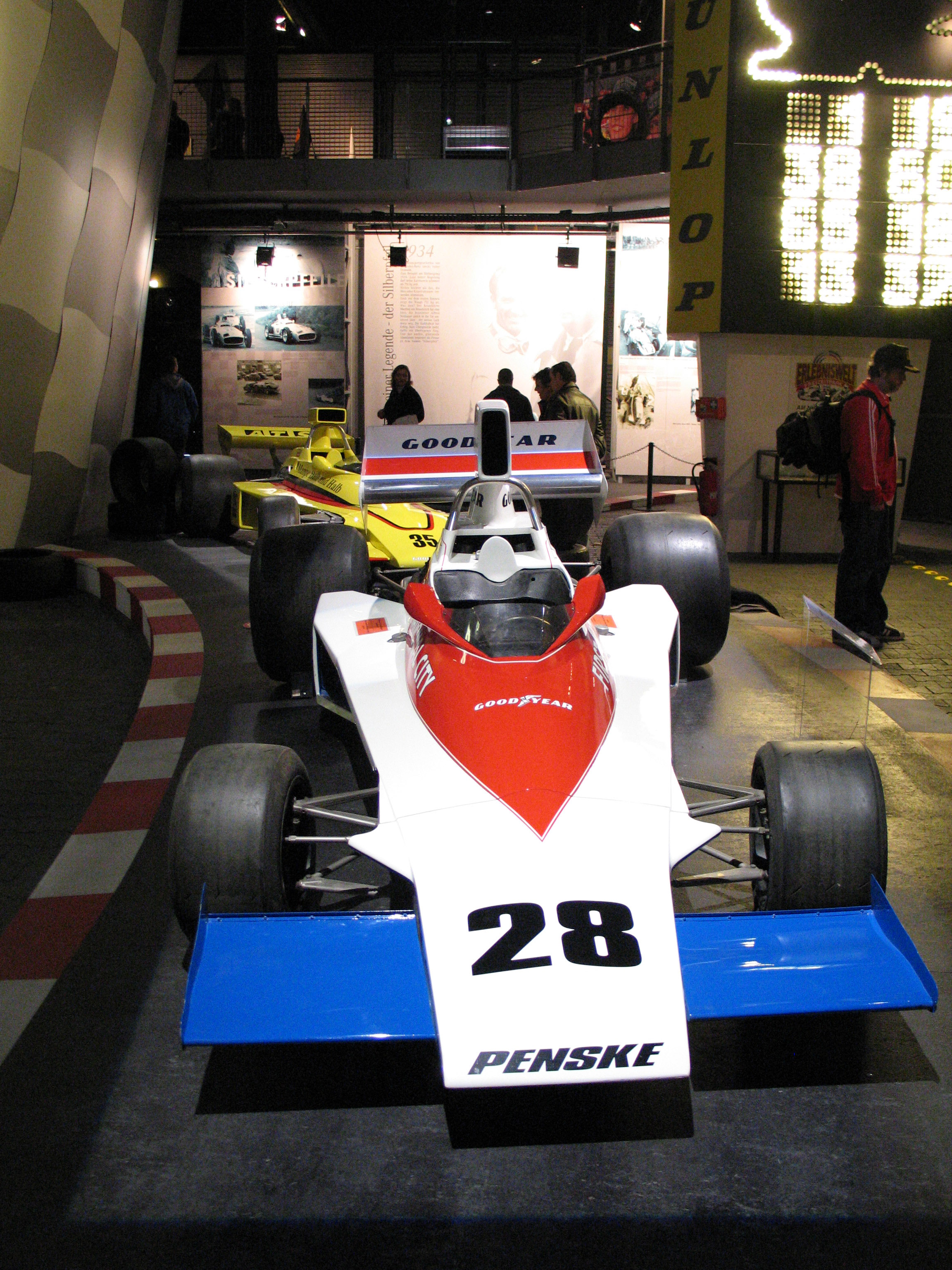
Болид на базе Penske PC1 образца 1975 года в музее Nürburgring Motorsport Museum

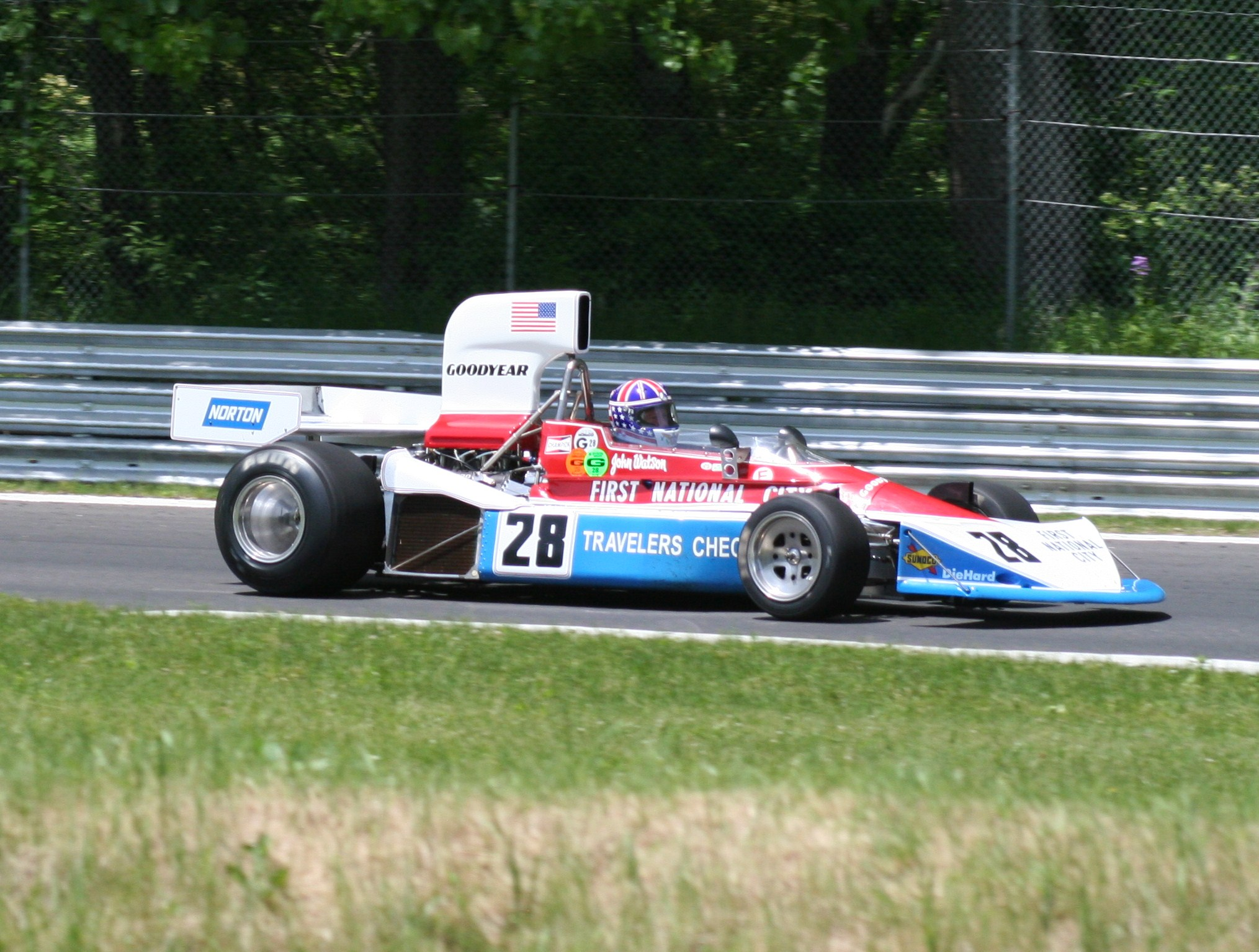
Болид на базе Penske PC3 в историческом GP на трассе Lime Rock Park, май 2009 года

В 1971 году Роджер Пенске выступил спонсором команды McLaren-Ford на Гран-при Канады, где Марк Донохью занял 3-е место и на Гран-при США. Роджеру Пенске понравилась идея автогонок, и уже через 3 года его команда под названием «Пенске-Форд» (Penske-Ford) дебютировала в «королевских автогонках», в конце сезона 1974 года на Гран-при Канады на собственном болиде PC1 с двигателем Ford Cosworth DFV и коробкой передач Hewland. В дебютной гонке Марк Донохью занял 12 место. Проведя две гонки, команда заняла 15 место, не набрав очков. В 1975 году команда Пенске провела полный сезон на болиде с шасси PC1. Донохью занял пятое место на Гран-при Швеции, заработав 2 зачётных очка. Начиная с Гран-при Франции Пенске-Форд выставили новый болид с шасси March 751, на котором Донохью вновь завоевал пятое место на Гран-при Великобритании, но набранные 2 очка не пошли в общий зачёт кубка конструкторов. На Гран-при Австрии Марк Донохью попал в аварию, и позже скончался от полученных травм. «Пенске-Форд» пропустили гонку в Италии, вернувшись в Гран-при США, отказавшись от March 751 в пользу PC1, болидом управлял Джон Уотсон. По итогам сезона команда заняла 12 место с двумя очками. В 1976 году, Пенске подписав спонсорское соглашение с Citibank вышел с новым болидом PC3. Единственным пилотом в команде остался Уотсон. На Гран-при ЮАР Уотсон занял пятое место. Начиная с Гран-при США болид PC3 уступил место PC4, который был гораздо более конкурентоспособным, что позволило Уотсону завоевать два подиума во Франции и Великобритании и одержать первую и единственную победу для Пенске в Формуле-1 на Гран-при Австрии. По итогам сезона команда завоевала 6 место с 20 очками. Но несмотря на успехи Роджер Пенске решил уйти из Формулы-1 и сосредоточиться исключительно на гонках Indycar.

## Музей Пенске/Penske Racing Museum
В 2002 году открылся Penske Racing Museum в городе Скоттсдейл, штат Аризона на территории комплексов Penske Automotive Group. На его территории находятся около 20 исторически значимых автомобилей команды Penske Racing, а также трофеи, художественные работы, двигатели и другие памятные вещи.